# Mittertjärn
Mittertjärn är en sjö i Härjedalens kommun i Härjedalen och ingår i Göta älvs huvudavrinningsområde. Mittertjärn ligger i Rogen Natura 2000-område.